# Партия на българските комунисти
Партията на българските комунисти (ПБК) е комунистическа партия в България с лидери професор Минчо Петров Минчев, Васил Петров Коларов и Иван Кръстев Иванов. Наследник е на Българската комунистическа партия. Патрон на партията е Георги Димитров. 
Възприела е марксистко-ленинската теория. Идеология на партията е класовата борба с крайна цел изграждане на безкласово комунистическо общество. Определя България като еднонационална държава с равни права на различните етнически, религиозни и езикови групи. Като форма на държавно управление възприема народно-демократичната власт, а като принцип на вътрешната политика – държавен контрол на икономиката. 
Издава вестник „Ново работническо дело“, който излиза два пъти в месеца.
На парламентарните избори през 2014 г. партията е член на коалиция „БСП, лява България“. На местните избори през октомври 2023 г. тя участва в коалиция „Неутрална България“. 